# Jack Sparrow
Jack Sparrow er en fiktiv pirat fra Disney-filmserien Pirates of the Caribbean. Sparrow spilles af Johnny Depp.

## Barndom og ungdom
Ifølge Disneys officielle hjemmeside og spillet baseret på filmene, er Jack Sparrow den formodede søn af Kaptajn Teague. Jack er født Jack Teague, men ændrede sit navn senere hen. Jack blev født under en orkan på et sørøverskib i den britiske koloni i Indien. Han blev senere ansat hos Det Ostindiske Handelskompagni og lavede forskellige job for Cutler Beckett. Jack Sparrow var kaptajn på Den Onde Tøs, som senere blev kendt som Den Sorte Perle. Da Beckett bad Jack transportere noget for ham, fandt Jack ud af, at det var slaver, og han befriede dem i Afrika. Beckett gav ordre til, at Den Onde Tøs skulle brændes og sænkes, og brændte et P for Pirat på Jacks håndled. Jack kom til at holde af sin status som forbryder og blev hurtigt en berygtet pirat, der ikke havde lyst til at arbejde for andre igen.
Senere bad Jack Davy Jones om at løfte Den Sorte Perle fra havbunden, hvorefter Jones gjorde Jack til kaptajn på skibet i 13 år. Til gengæld skulle Jones efter 13 år eje Jack Sparrows sjæl. Jack gav skibet navnet Den Sorte Perle.
Bøgerne, som er skrevet af Rob Kidd, beskriver Jacks liv som teenager (endnu ikke en pirat) og hans mange eventyr med sin tidligere besætning. Arabella, Jean, Tumen, Fitzwilliam og Constance.

## Jack som person
Jack er kendt for sin usædvanlige personlighed. Han virker tit fuld og har et meget åbent kropssprog. Når han flygter fra nogen, siger han altid "This day you will always remember as the day you almost caught Captain Jack Sparrow" (Denne dag vil I altid huske som den dag, I næsten fangede kaptajn Jack Sparrow); ironisk nok er det kun lykkedes ham én gang at færdiggøre sin berømte sætning, de andre gange er han enten faldet ned fra en klippe eller blevet ramt af en bølge. Han bruger ofte ordene "savvy" (forstået?) og "bugger" (pokkers), og han snakker ofte ret forvirrende. (Eks. da han møder Gibbs i Tortuga.) Når han løber, basker han med armene. Johnny Depp har sagt, at han har baseret dette på en leguan, der løber over vandet. Depp har også baseret Jack på Keith Richards, som bl.a. optræder i Pirates of the Caribbean: Ved Verdens Ende som Jack Sparrows formodede far. Depp mener også, at årsagen til Jacks underlige bevægelser kunne skyldes syfilis.
Jack er en god sværdkæmper ligesom Will, Barbossa og James Norrington. Jack har bl.a. også lært sig selv at skyde ved at kaste tomme flasker ned fra dækket på Den Sorte Perle, og bliver præsenteret som en god skytte. Men trods hans talenter stikker han ofte af, når han mister sit våben i kamp.
Jack bruger bl.a. sin legende til at opfinde overnaturlige historier om sig selv. Et eksempel er, hvordan han slap væk fra den ø, Barbossa efterlod ham på. Han påstår at have bundet to søskildpadder sammen til en tømmerflåde – ved hjælp af reb, han havde knyttet med hår fra hans egen ryg – men i virkeligheden fik han et lift af nogle smuglere, der kom forbi for at hente rom på øen.
Selvom Jack ofte er en kujon, er han alligevel villig til at hjælpe sine venner – især Will Turner og Elizabeth Swann. Han er kløgtig og har altid en plan i ærmet. Nogle fans mener, at han opfører sig som han gør for at få sine fjender til at undervurdere ham.
Han har også succes hos pigerne, selvom om Scarlett og Giselle, som han møder i Tortuga, lader til at have et surt minde om ham.